# Valkealampi (sjö i Juga, Norra Karelen)
Valkealampi är en sjö i kommunen Juga i landskapet Norra Karelen i Finland. Den är 15,5 meter djup. Arean är 48 hektar och strandlinjen är 4,99 kilometer lång. Sjön  ingår i Vuoksens huvudavrinningsområde.   Den ligger omkring 48 kilometer norr om Joensuu och omkring 410 kilometer nordöst om Helsingfors. 
I sjön finns ön Pässinsaari. 